# Game Jam

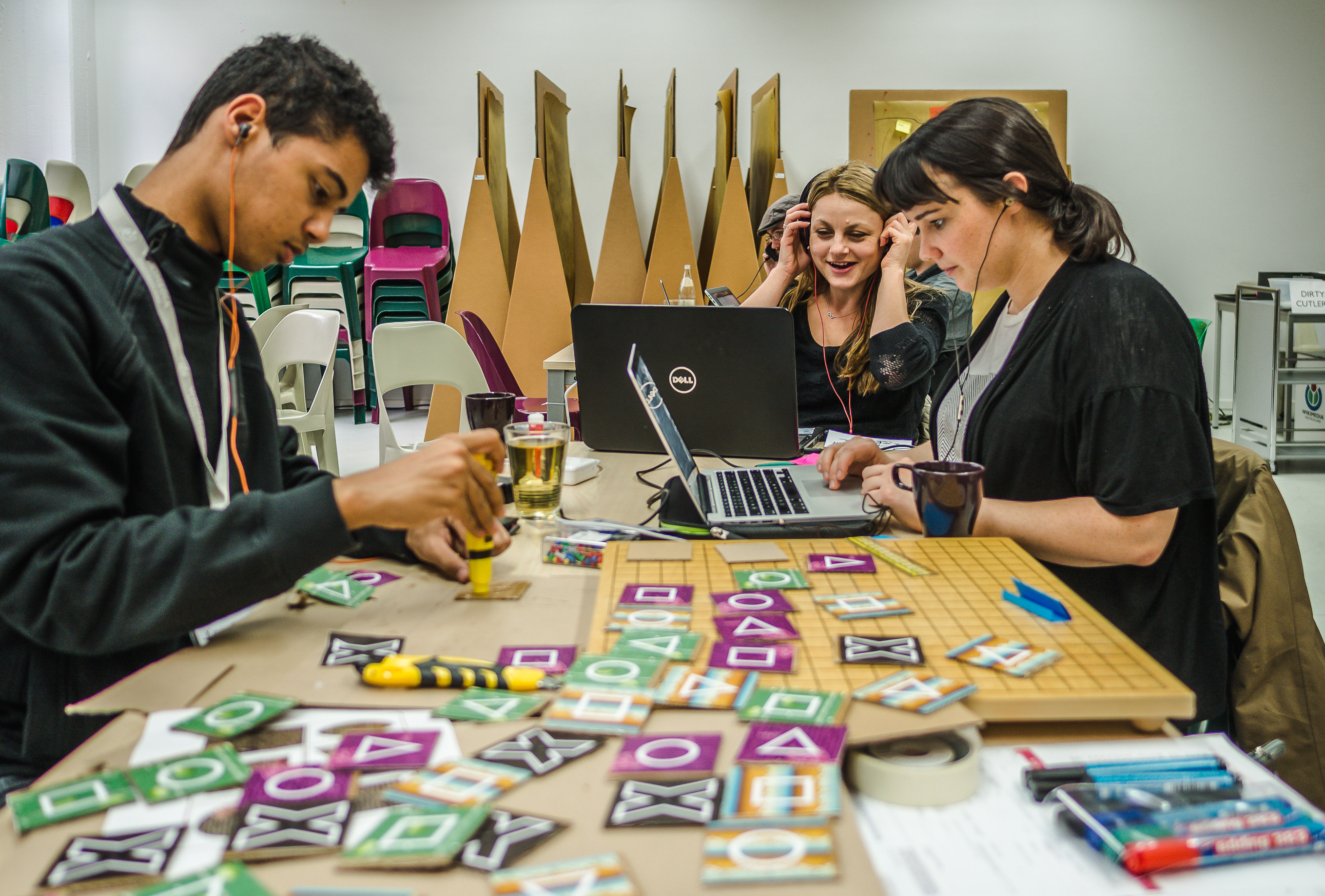
Teilnehmende beim Free Knowledge Game Jam 2015 in Berlin.

Ein Game Jam ist ein Zusammentreffen von Spieleentwicklern, um gemeinsam innerhalb einer kurzen Zeitspanne ein Spiel zu entwickeln. Dabei arbeiten Personen mit verschiedenen Kenntnissen interdisziplinär zusammen. Das umfasst unter anderem Softwareentwickler, Game Designer, 2D- und 3D-Künstler, Audio-Designer oder Musiker, oft aber auch Menschen mit anderen Hintergründen und Amateure. Der Name ist von der Jam-Session in der Musik abgeleitet, dementsprechend steht auch eher die Freude an der gemeinsamen Arbeit im Mittelpunkt und nicht das Ergebnis. Ursprünglich wurden bei Game Jams nur Computerspiele entwickelt und später das Konzept auch auf Gesellschaftsspiele ausgeweitet.
Das Spiel wird oft zu einem Thema oder mit Restriktionen entwickelt. Dies kann beispielsweise ein Wort, ein Motto, ein Sound, ein Bild sein, oder auch auf eine spezielle Technologie, beispielsweise eine bestimmte Game Engine, eingeschränkt sein. Dies soll die Kreativität der Entwicklerteams fördern. 
Der Ablauf eines Jams beginnt in der Regel mit einer Vorstellungsrunde der Teilnehmer, dem Bekanntgeben eines Mottos und dem Bilden von Teams. Die Arbeitsgruppen einigen sich auf eine Spielidee und beginnen mit der Arbeit. Üblich sind das Übernachten vor Ort und Zwischen- und Endpräsentationen. Die Ergebnisse werden oft nicht bewertet, zumal aufgrund der Kürze der Zeit oft nur Fragmente entstehen.
Teilweise werden während eines Jams entstandene Spiele weiterentwickelt. Etwa der Surgeon Simulator, der ursprünglich während des Global Game Jam 2013 entstand. Oder Tri, das erstmals 2011 beim Ludum Dare programmiert wurde. Danach wurde es mehr als drei Jahre lang zu einem kommerziellen Spiel weiterentwickelt und gewann 2015 den Deutschen Computerspielpreis in der Kategorie „Bestes Jugendspiel“.
Als erster bekannter Game Jam gilt der 0th Indie Game Jam, bei dem im März 2002 14 Menschen in Oakland zusammenkamen und im Laufe von vier Tagen zwölf experimentelle Spiele entwickelten. Eine Professionalisierung erfolgte seit 2006 mit dem Nordic Game Jam in Kopenhagen, an dem sich auch die International Game Developers Association und die IT-Universität Kopenhagen beteiligten.

## Bekannte Beispiele

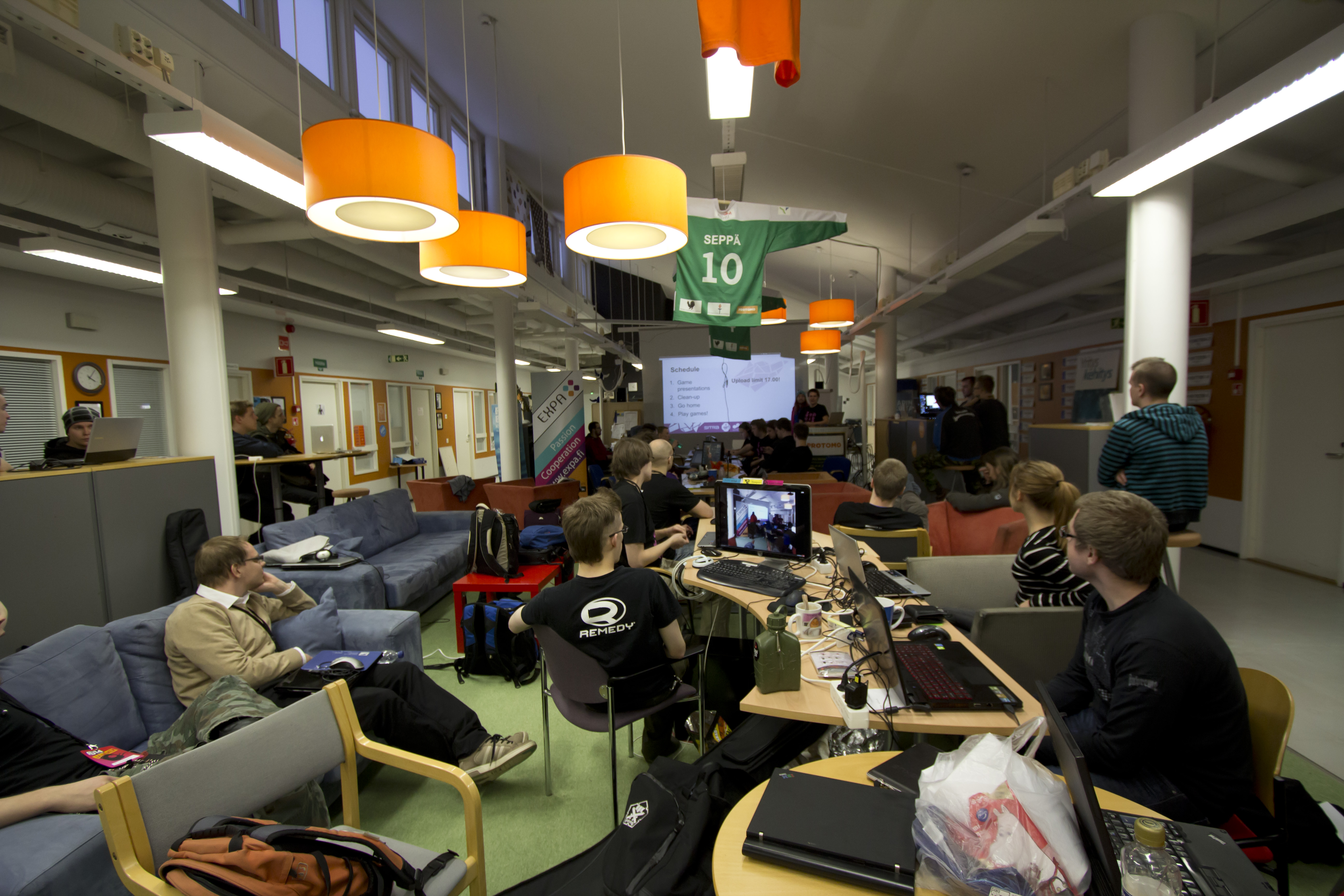
Präsentation beim Global Game Jam 2014 in Jyväskylä.

Der Global Game Jam (GGJ) ist ein seit 2009 stattfindendes jährliches Event jeweils Ende Januar, bei dem weltweit ein Wochenende lang weltweit Game Jams zu dem gleichen Motto abgehalten werden. 2015 nahmen Menschen an 518 Orten teil, oftmals fanden die Veranstaltungen an Hochschulen statt. Als Ergebnis wurden 5439 Spiele eingereicht, die auf der Website des Veranstalters heruntergeladen werden können.
Ludum Dare (LDJAM) ist ein virtuelles Event, das seit 2002 vierteljährlich stattfindet. Im April 2015 gab es über 2800 Spieleeinreichungen.